# Christina Fuchs
Christina Fuchs (München, 1963) is een Duitse jazz-muzikante. Ze speelt saxofoon en basklarinet en is bandleidster.
Fuchs studeerde geschiedenis en germanistiek en daarna aan de Musikhochschule Köln (1987-1989). Sinds 1987 werkt ze in de jazz, geïmproviseerde muziek, nieuwe muziek en theatermuziek. In 1992 richtte ze met Meike Goosmann en Hazel Leach United Women's Orchestra op, waarmee ze drie cd's opnam. De bigband bestond tot 2009. Ook heeft ze haar eigen groepen. Zo vormt ze met Romy Herzberg het duo Kontrasax en leidt ze een kwartet. Ze nam het livealbum Soundscapes met de NDR Big Band op en richtte in 2010 het Soundscapes Orchestra op, dat Fuchs' composities voor grote gezelschappen uitvoert. Ook speelde ze met Multiple Joy(ce) Orchestra. 
In 1999 studeerde ze met een beurs in New York (onder meer bij bandleidster Maria Schneider) en in Boston (bij George Russell). Ze heeft gecomponeerd voor theater, film, radio en televisie en won een jazzart NRW-award (2001/2002) en een Julius Hemphill Composition award voor grote ensembles (2002).

## Discografie
- Soundscapes (met NDR Big Band, live), JazzHausMusik, 2006
- No Tango!, NRW Records, 2008
- No Tango & Strings, 2010
- No Tango 2, Wizmar Records, 2012

met United Women's Orchestra:
- United Women's Orchestra, KlangRäume, 1996
- The Blue One, JazzHausMusik, 1999
- Virgo Supercluster (met Ingrid Jensen), JazzHausMusik, 2002

met KontraSax:
- KontraSax, JazzHausMusik, 1995
- Kontrasax Plays Gertrude Stein, JazzHausMusik, 1998
- Zanshin, JazzHausMusik, 2003
- 20 Years of KontraSax, JazzHausMusik, 2012
- Kontrasax, JazzHausMusik, 2004